# Rebecca Schamber

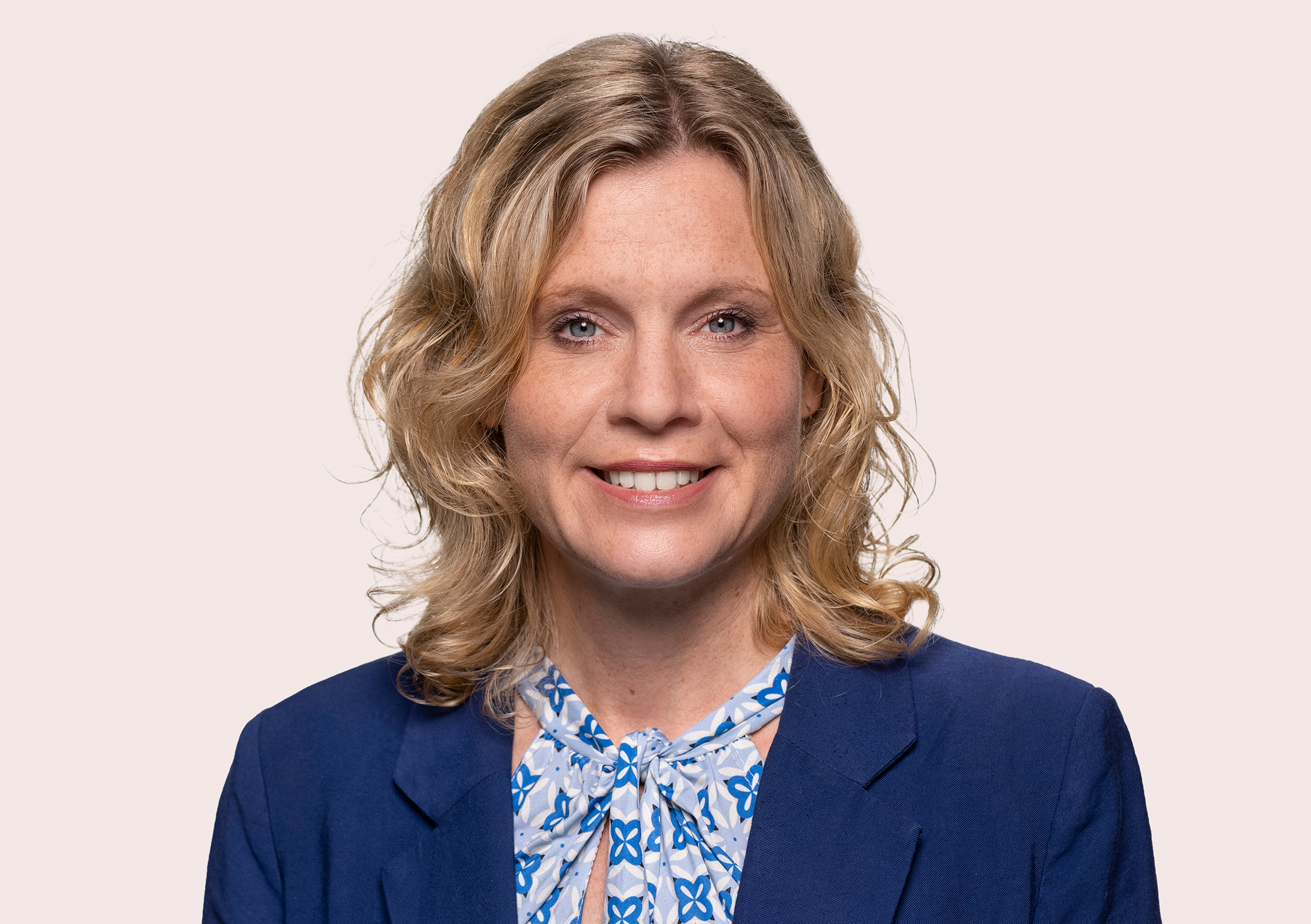
Rebecca Schamber, 2021

Rebecca Schamber (* 7. Dezember 1975 in Esperke) ist eine deutsche Politikerin (SPD) und Mitglied des Bundestags.

## Biographie
Rebecca Schamber stammt aus Esperke. Sie besuchte die Kooperative Gesamtschule Neustadt am Rübenberge und schloss dort 1995 mit dem Abitur ab. In Bremen und Hannover studierte sie Rechtswissenschaft und schloss mit dem Diplom ab.
Von 2008 bis 2011 leitete sie einen Gastronomiebetrieb in Abbensen und 2012 war sie freie Journalistin einer Lokalzeitung. Seit 2013 arbeitete Schamber als Juristin und wissenschaftliche Mitarbeiterin im Büro der Bundestagsabgeordneten Caren Marks.
Bis 2017 wohnte Schamber in der Wedemark, seitdem wohnt sie in Borstel. Sie ist verheiratet und hat zwei Söhne.

## Politik
Schamber trat 2010 in die Sozialdemokratische Partei Deutschlands ein. Seit 2020 ist sie Ortsvereinsvorsitzende der SPD Wedemark.
Von 2012 bis 2017 war sie Mitglied des Gemeinderats und von 2012 bis 2016 erste stellvertretende Bürgermeisterin der Gemeinde Wedemark. Bei den Kommunalwahlen in Niedersachsen 2021 wurde sie in den Stadtrat Neustadt am Rübenberge und in den Ortsrat für das Mühlenfelder Land gewählt.
Bei der Bundestagswahl 2021 errang Schamber das Direktmandat für den Bundestagswahlkreis Hannover-Land I. Seit dem 8. Juli 2022 ist sie Mitglied im 1. Untersuchungsausschuss der 20. Wahlperiode des Deutschen Bundestages.

## Mitgliedschaften (Auswahl)
- Deutsches Rotes Kreuz Abbensen, Vorsitzende 2013–2020[9]
- Tafel Neustadt, seit 2020[9]